# Mohamed Aziz Samadi
Mohamed Aziz Samadi (arabisch محمد عزيز صمدي, DMG Muḥammad ʿAzīz Ṣamadī; * 21. März 1970 in Rabat) ist ein ehemaliger marokkanischer Fußballspieler, der ab 1992 in der marokkanischen Olympiaauswahl sowie in der A-Nationalmannschaft eingesetzt wurde.

## Leben und Karriere
Der 1,78 Meter große und 72 Kilogramm schwere Samadi war zwischen 1992 und 2000 Spieler des im Groupement National de Football spielenden Vereins FAR Rabat. Von Januar bis Juni 1996 war er an den damaligen Zweitligisten FUS de Rabat ausgeliehen.
Der Mittelfeldspieler stand 1992 bei den Olympischen Spielen im Kader der marokkanischen Fußball-Olympiaauswahl; dort bestritt er zwei Gruppenspiele. Im Verlauf der Qualifikation zur Weltmeisterschaft 1994 kam Samadi zu sechs Einsätzen und erzielte dabei ein Tor. Bei der Weltmeisterschaft 1994 wurde Samadi ebenfalls in den Kader Marokkos berufen und kam dabei auf zwei Einsätze gegen die belgische (0:1-Niederlage) und die niederländische Mannschaft (1:2-Niederlage).
Die Datenbank national-football-teams.com schreibt Samadi außerdem jeweils ein Spiel für die A-Nationalmannschaft in den Jahren 1991, 1993, 1994 und 1995 zu.